# Lauri Törni
Lauri Allan Törni (Viipuri, 28 maggio 1919 – distretto di Phước Sơn, 18 ottobre 1965) è stato un militare finlandese, conosciuto negli Stati Uniti come Larry Thorne, che ha combattuto per tre diverse nazioni: Finlandia, Germania nazista e Stati Uniti.

## Biografia
Nato a Viipuri, all'epoca parte della Finlandia, dopo aver iniziato la facoltà di economia e aver servito nella Guardia Bianca si unì nel 1938 all'esercito finlandese a Kiviniemi. Durante il secondo conflitto mondiale si mise in luce soprattutto durante la battaglia di Ilomantsi in cui al comando di un plotone noto con il nome di Distaccamento Törni, di cui vi faceva parte il futuro presidente della Finlandia Mauno Koivisto, inflisse ingenti perdite al contingente sovietico tanto da ricevere una taglia di 3 milioni di marchi finlandesi.
In seguito all'armistizio di Mosca si unì a un movimento di resistenza filo-nazista che lo portò a seguire un addestramento in tecniche di guerriglia e sabotaggio in Germania. Al termine della guerra, aiutato dal connazionale Matti Aarnio, emigrò negli Stati Uniti d'America, dove nel 1954 gli fu concesso di arruolarsi nell'esercito, in ottemperanza al Lodge-Philbin Act, col nome di Larry Thorne.
Törni morì il 18 ottobre 1965 durante una missione clandestina sul sentiero di Ho Chi Minh per conto del MACVSOG quando il suo elicottero CH-34 cadde nei pressi di Phước Sơn District nella provincia di Quang Nam. Il cadavere ritrovato nel 1999, fu identificato definitivamente nel 2003 e seppellito nel cimitero militare di Arlington (sezione 60, tomba 8136).

## Nella cultura di massa
Il gruppo musicale power metal svedese Sabaton ha inciso una canzone in sua memoria intitolata Soldier of 3 Armies nel 2014.